# 贡湖湾湿地公园
31°27′19″N 120°19′20″E / 31.45533°N 120.32221°E
贡湖湾湿地公园，是位于中华人民共和国江苏省无锡市滨湖区的一个免费公园。

## 特点
贡湖湾湿地公园位于无锡滨湖区南侧与太湖交接地带，是无锡市的一个开放式湿地公园，其将新城的尚贤河湿地公园与太湖联系起来。2005年和2006年、2007年太湖夏季暴发蓝藻污染，蓝藻面积不断扩大侵入贡湖湾北部，导致大片水草区的沉水植物群落，在2005年和2006年基本消失，只剩下零星的马克眼子菜。2012年，贡湖湾一期工程拆迁完成。

## 图库

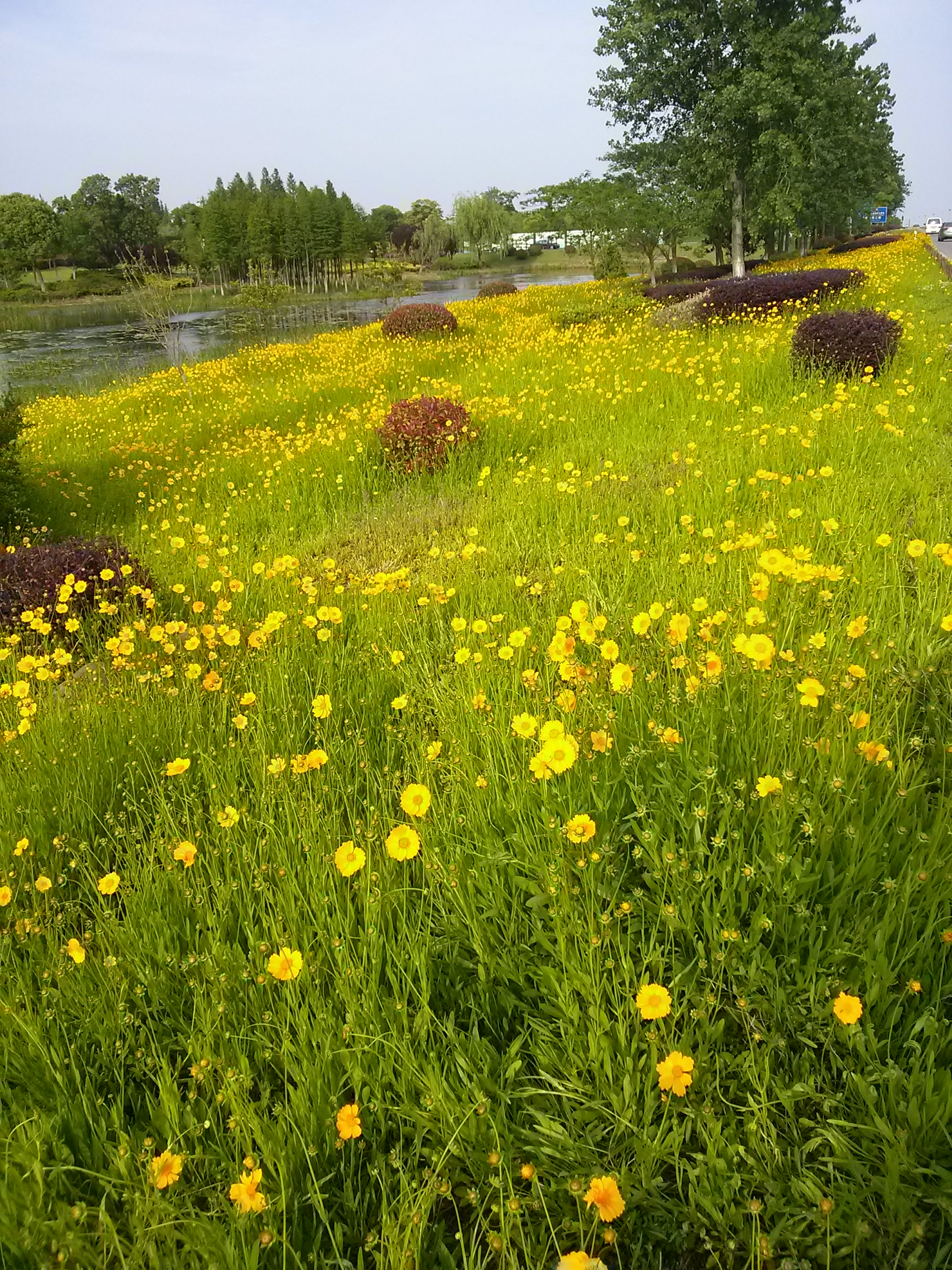
贡湖湾湿地公园中的野花
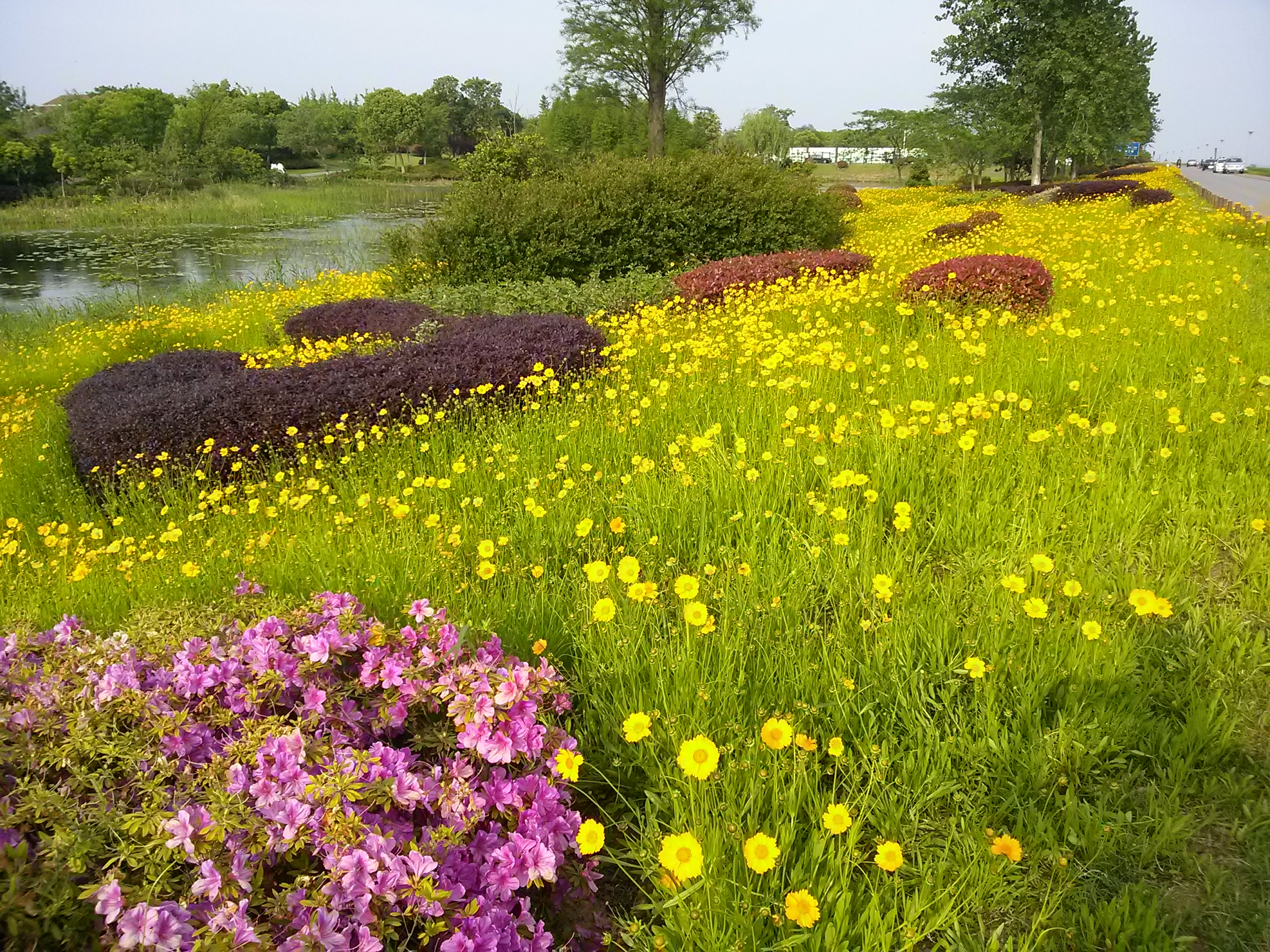
贡湖湾湿地公园中的野花
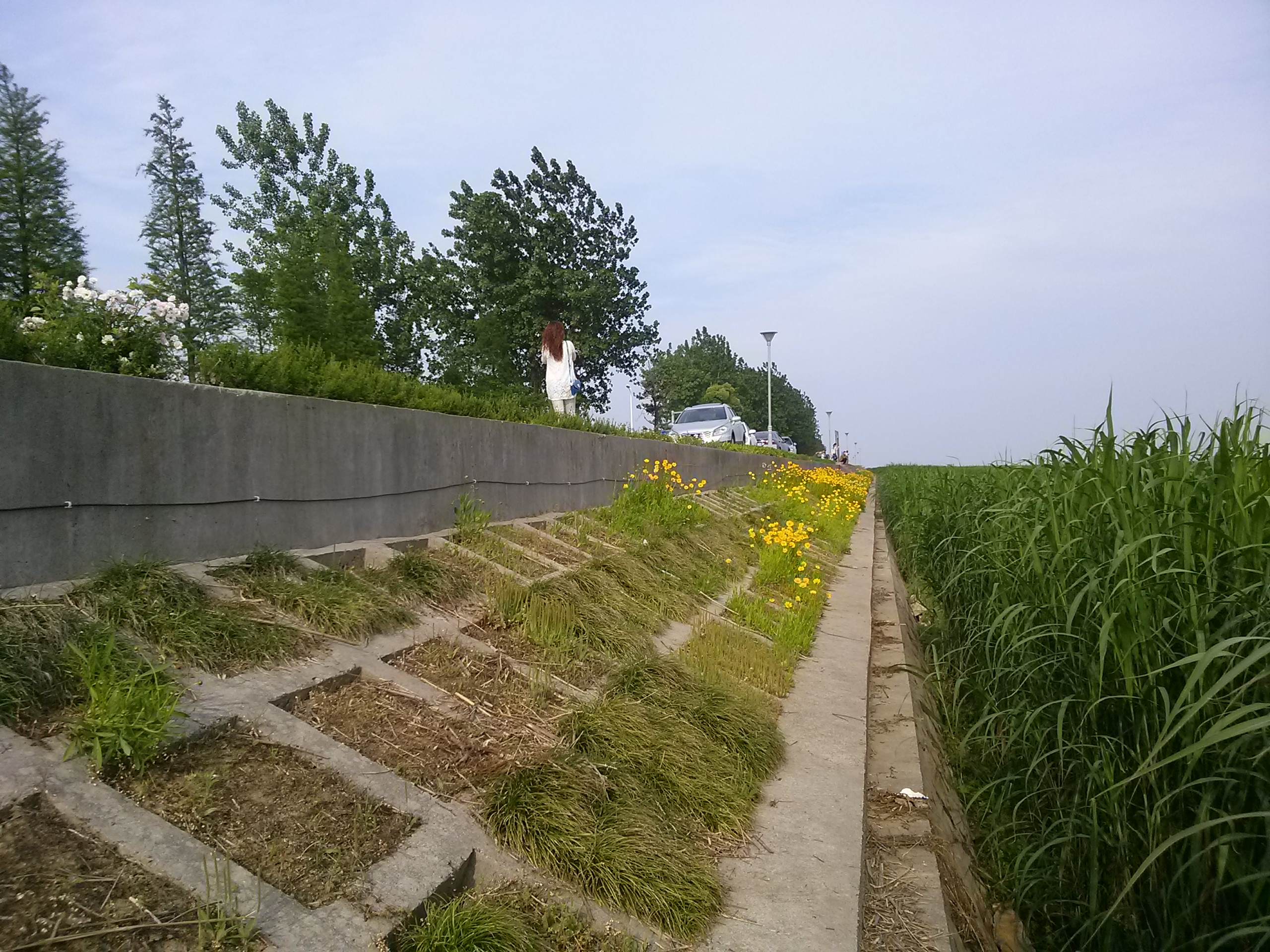
贡湖湾湿地公园的太湖大堤
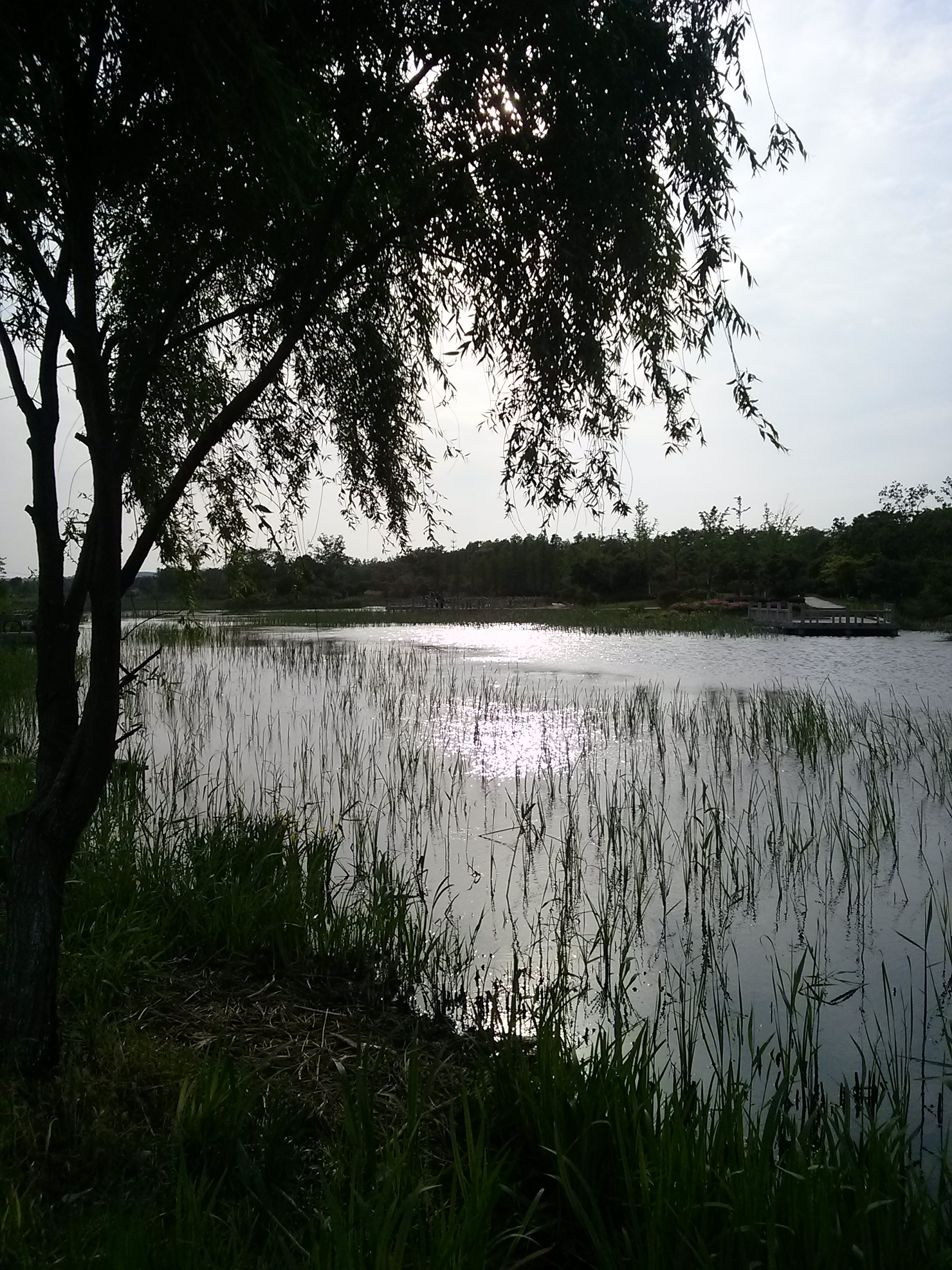
湿地公园
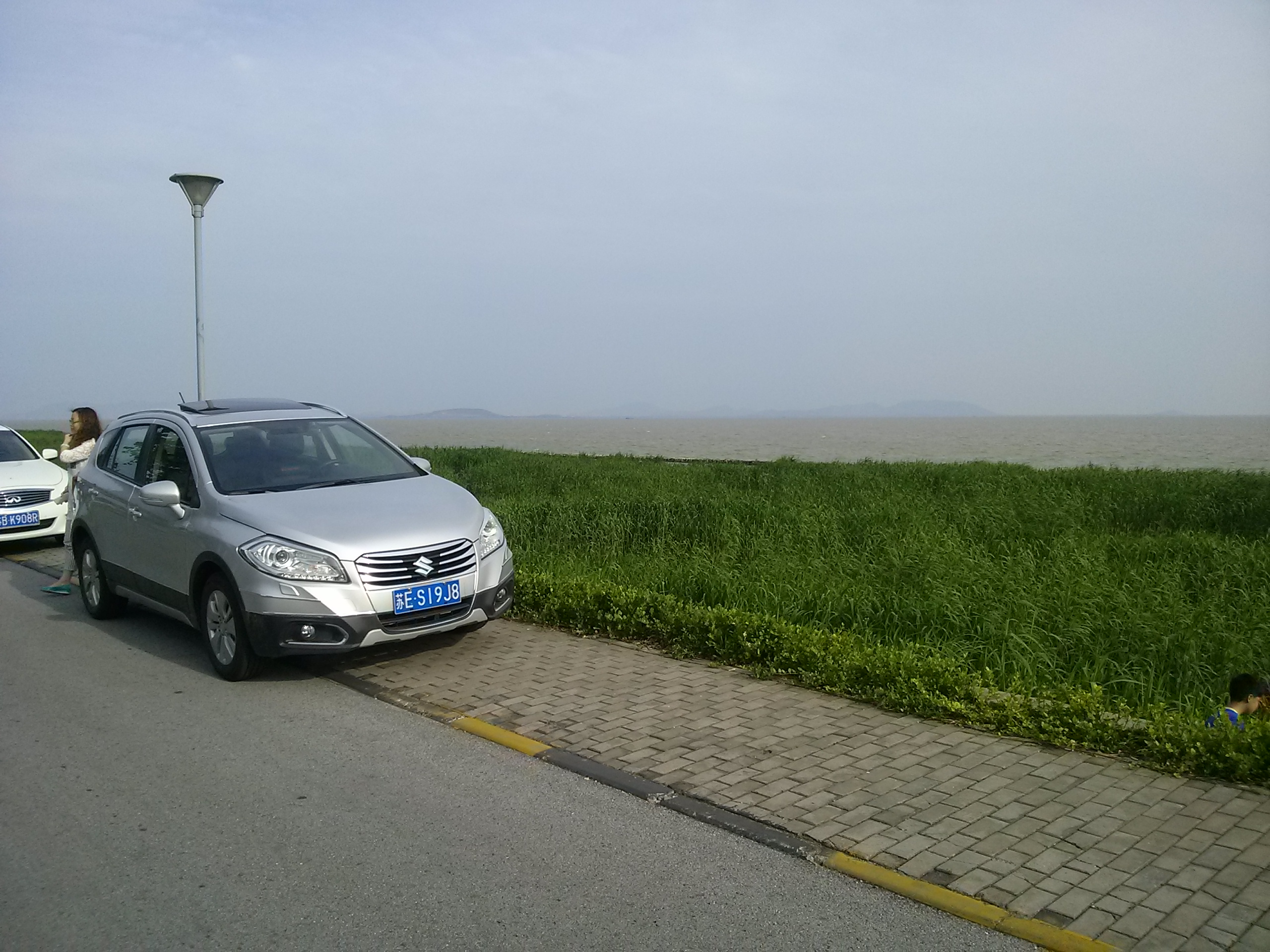
太湖大堤
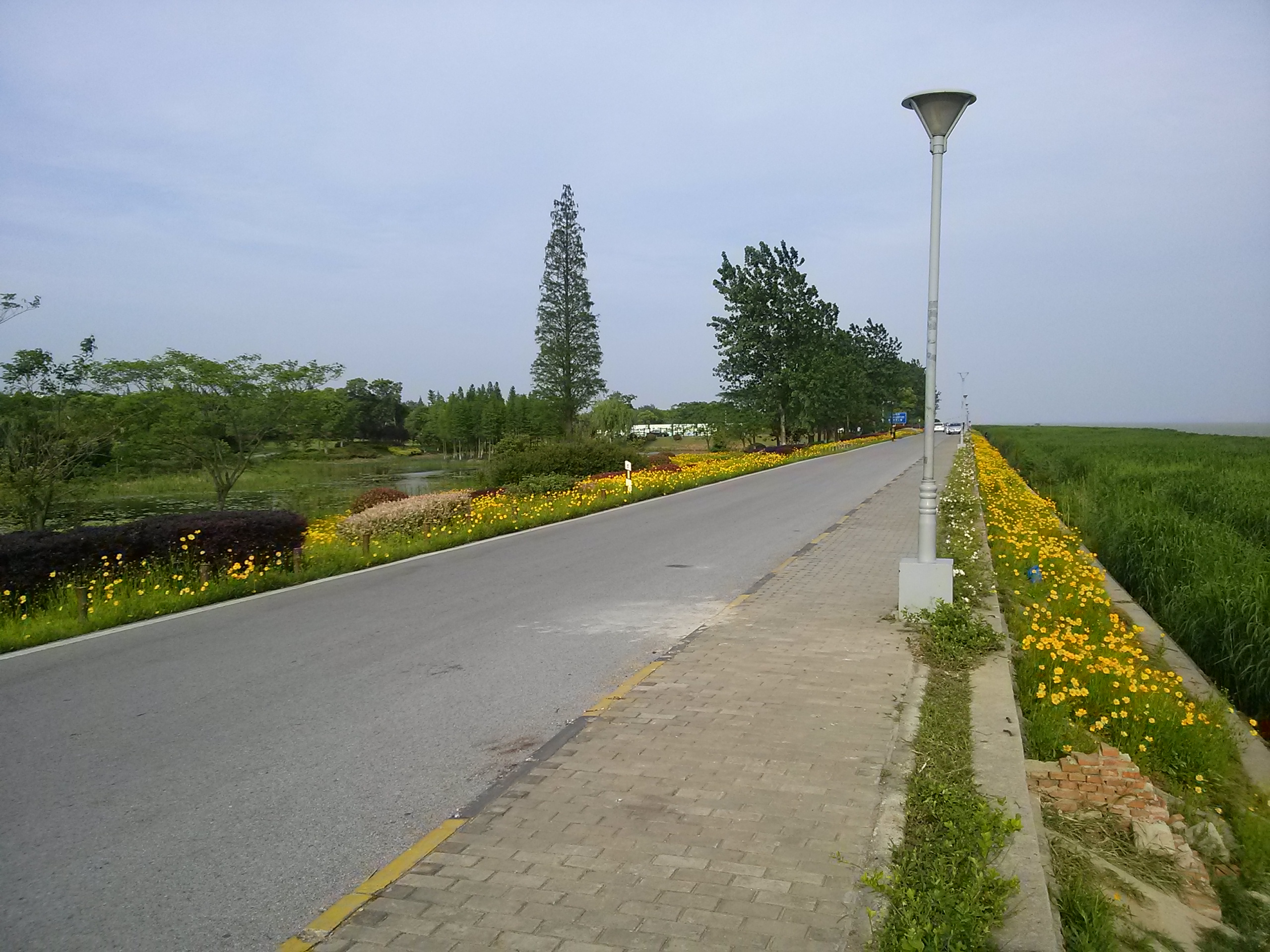
太湖大堤
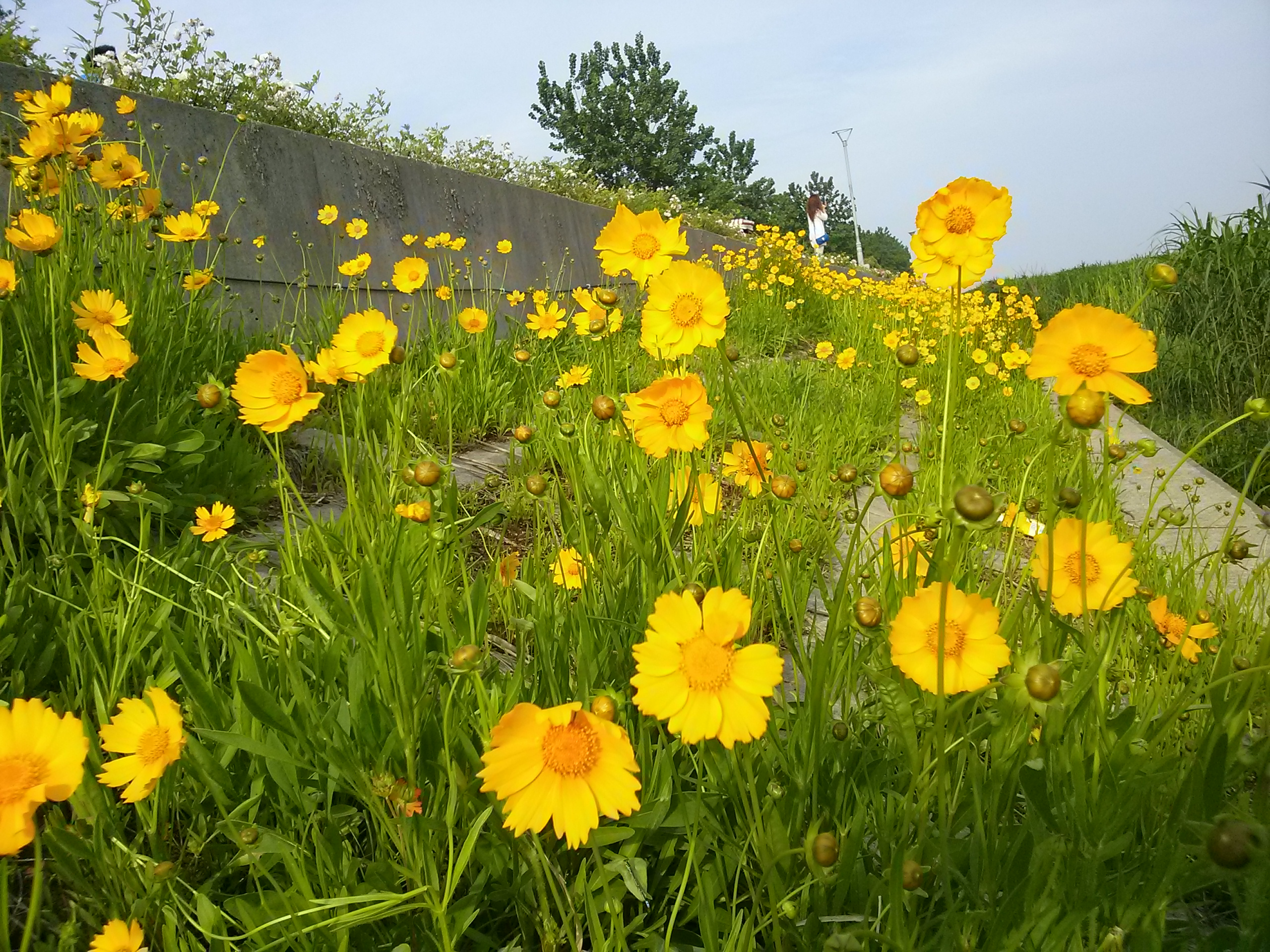
贡湖湾湿地公园中的野花
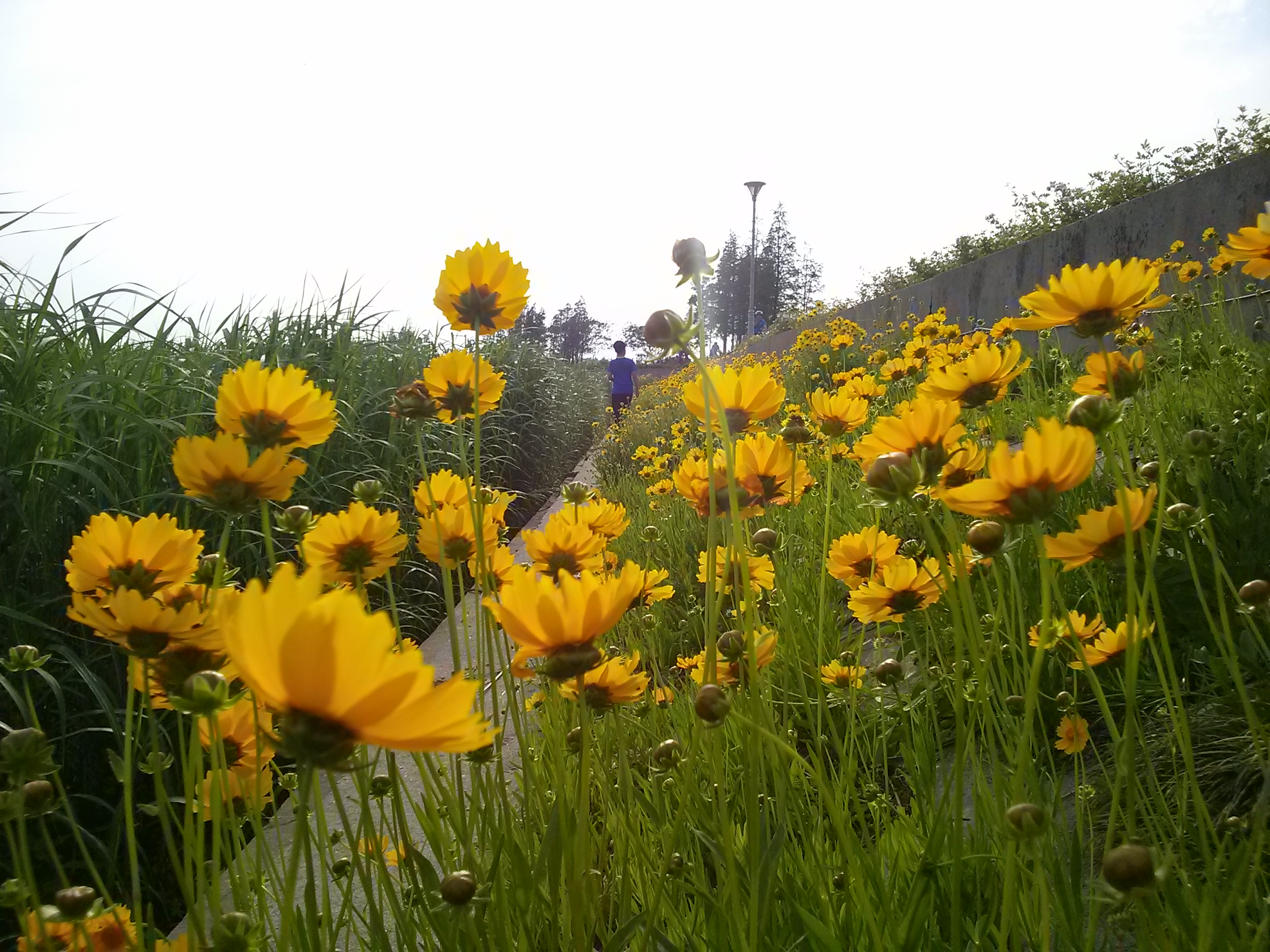
贡湖湾湿地公园中的野花

## 相关
- 华庄天主堂
- 张桥 (无锡)
- 新安钱武肃王祠